# Виолаксантин
Виолаксантин — природный ксантофилл оранжевого цвета, который присутствует во всех растениях и водорослях. Участвует в виолаксантиновом цикле, выполняет антенную функцию. Синтезируется из зеаксантина при помощи фермента эпоксидазы в строме хлоропласта (оптимум pH 7,5). Участвует в переносе энергии на хлорофилл а антенных комплексов. При низком освещении и ночью происходит синтез виолаксантина из зеаксантина через промежуточный продукт антераксантин. Таким образом, растение настраивает свой фотосинтетический аппарат для поглощения света низкой интенсивности, который преобладает в утренние часы. 

## Использование
Виолаксантин используется как пищевая добавка и имеет номер E161e. Это пищевой краситель, запрещённый к использованию в Европейском союзе и США, но, тем не менее, разрешённый в Австралии и Новой Зеландии (где он числится под INS номером 161e).